# 小行星3235
小行星3235（3235 Melchior）是一颗围绕太阳公转的小行星。1981年3月6日，亨利·德波鸿诺、喬瓦尼·德·桑蒂斯在拉西拉天文台发现了此天体。
該小行星以比利時地球物理學家保羅·雅克·萊昂·梅爾基奧（Paul Jacques Léon Melchior）命名。
这颗小行星的绝对星等为168.9623391957488等。